# ツインゲート橿原
ツインゲート橿原（ツインゲートかしはら）は、奈良県橿原市にある娯楽施設。レイクフィールド・アンド・デベロッパーズ株式会社が運営する。

## 概要
ツインゲート橿原の名は、橿原が大和の国の玄関（ゲート）であったこと、建物が東西に分かれ、それぞれに出入口が設けられていること（ツインゲート）に由来する。
1階はエンターテイメントゾーンとして、シネマコンプレックスや個々やグループで楽しめる癒しの空間のカフェ、アミューズメントなどが、2階はヘルシー&ビューティーゾーンとして美容室などが入居している。
2014年8月31日までは松竹系シネマコンプレックスMOVIXがメインテナントとなっていた。その跡地にはユナイテッド・シネマが、県内初の4D映画館として2015年12月18日よりオープンしている。
また、2015年1月25日に倒産したゲームセンターk-catもテナントとして入っていたが、現在はゲームセンター アミパラがテナントとして入っている。

## テナント
- ユナイテッド・シネマ橿原
- ゲームセンター アミパラ

| スクリーン | 座席数 | 備考           |
| ---------- | ------ | -------------- |
| 1          | 325    | デジタル3D対応 |
| 2          | 482    |                |
| 3          | 96     | 4DXシアター    |
| 4          | 166    | デジタル3D対応 |
| 5          | 116    |                |
| 6          | 152    |                |
| 7          | 174    |                |
| 8          | 197    |                |
| 9          | 172    |                |

## アクセス
- 近鉄橿原線 新ノ口駅より徒歩約10分。
- 西名阪自動車道郡山インターチェンジより南へ約20分 国道24号十市橋北詰交差点すぐ

## 周辺施設
- 池原観光ビル（隣接）
  - 2025年現在はパチンコ店となっているが、かつてはトイザらスの西日本1号店が存在し、開店直前にはアメリカ合衆国大統領のジョージ・H・W・ブッシュが視察に来たことで知られる。
- ゲオ橿原葛本店
- 大和信用金庫新ノ口支店
- スーパーオートバックス八木店